# Municipio de Pacula
El municipio de Pacula es uno de los ochenta y cuatro municipios que conforman el estado de Hidalgo, México. La cabecera municipal es la localidad de Pacula, y la localidad más poblada es Jiliapan.
El municipio se localiza al poniente del territorio hidalguense entre los paralelos 20° 51′ y 21° 9′ de latitud norte; los meridianos 99° 12′ y 99° 26′ de longitud oeste; con una altitud entre 600 y 2300 m s. n. m. Este municipio cuenta con una superficie de 385.41 km², y representa el 1.85 % de la superficie del estado; dentro de la región geográfica denominada como Sierra Gorda.
Colinda al norte con el estado de Querétaro; al este con los municipios de Jacala de Ledezma y Zimapán; al sur con el municipio de Zimapán; al oeste con el municipio de Zimapán y el estado de Querétaro.

## Toponimia
Su nombre es de origen náhuatl y significa ‘Lugar donde se dan muchas vueltas’.

## Geografía

### Relieve e hidrográfica
En cuanto a fisiografía se encuentra dentro de la provincia Sierra Madre Oriental; dentro de la subprovincia de Carso Huasteco. Su territorio es completamente sierra.
En cuanto a su geología corresponde al periodo cretácico (97.0%) y cuaternario (2.81%). Con rocas tipo sedimentarias: caliza (87.0%) y caliza-lutita (10.0%); suelo: aluvial (2.81%). En cuanto a edafología el suelo dominante es leptosol (56.0%), luvisol (33.0%), regosol (6.0%) y phaeozem (4.81%).
En lo que respecta a la hidrología se encuentra posicionado en la región hidrológica del Pánuco; en las cuencas del río Moctezuma; dentro de las subcuenca del río Moctezuma. El municipio cuenta con 102 cuerpos de agua, también se ve favorecido con una gran variedad de arroyos, 60 pozos de agua.

### Clima
El territorio municipal se encuentran los siguientes climas con su respectivo porcentaje: Semicálido subhúmedo con lluvias en verano, menos húmedo (75.0%), templado subhúmedo con lluvias en verano, de menor humedad (23.0%) y semiseco muy cálido y cálido (2.0%). Con una precipitación pluvial media de 670 milímetros por año siendo su período de lluvias los meses de mayo y septiembre, teniendo como consecuencia una vegetación del tipo de matorrales.

### Ecología
La flora en el municipio se encuentra una gran variedad de árboles, como el pino, el cedro y el enebro. La fauna se comprende animales como, venado, la liebre, el conejo, la ardilla, el coyote, la zorra, el tlacuache; víboras como cascabel y coralillo, alacranes, tarántulas, arañas y aves como el correcaminos, las codornices, calandrias, el tecolote, zopilotes, águilas, cuervos, lechuzas, jilgueros, calandrias, cardenales, cenzontles e Insectos como abejas, chapulines, luciérnagas, hormigas, y grillos.
Parte del territorio de este municipio pertenece al parque nacional Los Mármoles, decretado como Parque nacional el 8 de septiembre de 1936 con una superficie de 23 150 ha; esta área también comprende los municipios de Nicolás Flores, Jacala de Ledezma y Zimapán.

## Demografía

### Población
De acuerdo a los resultados que presentó el Censo Población y Vivienda 2020 del INEGI, el municipio cuenta con un total de 4748 habitantes, siendo 2230 hombres y 2518 mujeres. Tiene una densidad de 12.3 hab/km², la mitad de la población tiene 31 años o menos, existen 88 hombres por cada 100 mujeres.
El porcentaje de población que habla lengua indígena es de 2.94 %, y el porcentaje de población que se considera afromexicana o afrodescendiente es de 0.15 %. Tiene una Tasa de alfabetización de 99.1 % en la población de 15 a 24 años, de 80.1 % en la población de 25 años y más. El porcentaje de población según nivel de escolaridad, es de 13.2 % sin escolaridad, el 67.5 % con educación básica, el 16.4 % con educación media superior, el 2.9 % con educación superior, y 0.0 % no especificado.
El porcentaje de población afiliada a servicios de salud es de 71.3 %. El 3.3 % se encuentra afiliada al IMSS, el 94.0 % al INSABI, el 2.8 % al ISSSTE, 0.1 % IMSS Bienestar, 0 % a las dependencias de salud de PEMEX, Defensa o Marina, 0 % a una institución privada, y el 0.1 % a otra institución. El porcentaje de población con alguna discapacidad es de 9.1 %. El porcentaje de población según situación conyugal, el 24.1 % se encuentra casada, el 29.6 % soltera, el 32.4 % en unión libre, el 4.5 % separada, el 0.5 % divorciada, el 9.0 % viuda.
Para 2020, el total de viviendas particulares habitadas es de 1430 viviendas, representa el 0.2 % del total estatal. Con un promedio de ocupantes por vivienda 3.2 personas. Predominan las viviendas con tabique y block. En el municipio para el año 2020, el servicio de energía eléctrica abarca una cobertura del 97.9 %; el servicio de agua entubada un 31.5 %; el servicio de drenaje cubre un 82.7 %; y el servicio sanitario un 87.5 %.

### Localidades
Para el año 2020, de acuerdo al Catálogo de Localidades, el municipio cuenta con 31 localidades.
| Código INEGI | Localidad                    | Población (2020) | Porcentaje (%) | Ámbito Población | Categoría Población |
| ------------ | ---------------------------- | ---------------- | -------------- | ---------------- | ------------------- |
| 130470008    | Jiliapan                     | 1008             | 21.23          | Rural            | Comunidad           |
| 130470023    | Vicente Guerrero (Presidio)  | 595              | 12.53          | Rural            | Comunidad           |
| 130470001    | Pacula                       | 540              | 11.37          | Urbana           | Cabecera municipal  |
| 130470015    | La Mohonera                  | 308              | 6.49           | Rural            | Ranchería           |
| 130470004    | El Baile                     | 245              | 5.16           | Rural            | Ranchería           |
| 130470013    | Milpas Viejas                | 213              | 4.49           | Rural            | Ranchería           |
| 130470020    | San Francisco                | 208              | 4.38           | Rural            | Ranchería           |
| 130470018    | Potrerillos                  | 195              | 4.11           | Rural            | Ranchería           |
| 130470021    | Santa María Miraflores       | 162              | 3.41           | Rural            | Ranchería           |
| 130470002    | Adjuntas                     | 158              | 3.33           | Rural            | Ranchería           |
| 130470019    | Rancho Nuevo                 | 150              | 3.16           | Rural            | Ranchería           |
| 130470014    | Mixquiahuales                | 148              | 3.12           | Rural            | Ranchería           |
| 130470022    | Saucillo                     | 117              | 2.46           | Rural            | Ranchería           |
| 130470006    | Canoas                       | 114              | 2.40           | Rural            | Ranchería           |
| 130470003    | El Aguacatito                | 114              | 2.40           | Rural            | Ranchería           |
| 130470026    | El Devisadero                | 96               | 2.02           | Rural            | Ranchería           |
| 130470007    | El Fraile                    | 76               | 1.60           | Rural            | Ranchería           |
| 130470035    | Puerto Grande                | 69               | 1.45           | Rural            | Ranchería           |
| 130470030    | Los Corrales                 | 47               | 0.99           | Rural            | Ranchería           |
| 130470012    | El Mezquite                  | 43               | 0.91           | Rural            | Ranchería           |
| 130470025    | Licenciado Javier Rojo Gómez | 31               | 0.65           | Rural            | Ranchería           |
| 130470005    | La Calera                    | 29               | 0.61           | Rural            | Ranchería           |
| 130470024    | Jagüey Colorado              | 22               | 0.46           | Rural            | Ranchería           |
| 130470034    | La Puerta                    | 15               | 0.32           | Rural            | Ranchería           |
| 130470033    | Maguey Blanco                | 15               | 0.32           | Rural            | Ranchería           |
| 130470039    | Los Fresnos                  | 13               | 0.27           | Rural            | Ranchería           |
| 130470040    | Río Camarones                | 7                | 0.15           | Rural            | Ranchería           |
| 130470032    | El Huizachal                 | 6                | 0.13           | Rural            | Ranchería           |
| 130470009    | Lagunillas                   | 2                | 0.04           | Rural            | Ranchería           |
| 130470010    | Loma de los Naranjos         | 1                | 0.02           | Rural            | Ranchería           |
| 130470016    | Ojo de Agua                  | 1                | 0.02           | Rural            | Ranchería           |

## Política
Se erigió como municipio el 16 de enero de 1869. El Honorable Ayuntamiento está compuesto por: un presidente municipal, un síndico, ocho regidores y, cincuenta y cuatro delegados municipales. De acuerdo al Instituto Nacional electoral (INE) el municipio está integrado por diez secciones electorales, de la a 0822 a la 0831. Para la elección de diputados federales a la Cámara de Diputados de México y diputados locales al Congreso de Hidalgo, se encuentra integrado al II Distrito Electoral Federal de Hidalgo y al I Distrito Electoral Local de Hidalgo. A nivel estatal administrativo pertenece a la Macrorregión V y a la Microrregión IX, además de a la Región Operativa IX Zimapán.

### Cronología de presidentes municipales
| Periodo                  | Nombre                         | Afiliación política        |
| ------------------------ | ------------------------------ | -------------------------- |
| 1964-1967                | Constantino Lora López         | -                          |
| 1967-1970                | Albertano Lara Reyes           | -                          |
| 1970-1973                | Damián Trejo Melo              | -                          |
| 1973-1976                | Fausto Ruiz Lara               | -                          |
| 1979-1982                | Constantino Lora Menindez      | -                          |
| 1982-1985                | Jorge Escamilla López          | -                          |
| 1985-1988                | Guillermo González Hernández   | -                          |
| 1988-1991                | José Luis Lora Menindez        | -                          |
| 1991-1994                | César Chávez Trejo             | -                          |
| 16/01/1994 al 15/01/1997 | Augusto Chávez Casas           | PRI                        |
| 16/01/1997 al 15/01/2000 | José Nava Martínez             | PRI                        |
| 16/01/2000 al 15/01/2003 | Armando Trejo Gutiérrez        | PRI                        |
| 16/01/2003 al 15/01/2006 | Carlos Reinol Trejo Casas      | PAN                        |
| 16/01/2006 al 15/01/2009 | Enrique Chávez Trejo           | PAN                        |
| 16/01/2009 al 15/01/2012 | Olga Hernández Martínez        | PAN                        |
| 16/01/2012 al 04/09/2016 | Francisco Casas Chávez         | PAN                        |
| 05/09/2016 al 03/05/2018 | Alejandro Gonzáles Ramos       | PAN                        |
| 23/05/2018 al 04/09/2020 | Esteban Espino Andablo         | PAN → Morena (Sustituto)   |
| 05/09/2020 al 14/12/2020 | Augusto Chávez Casas           | Concejo Municipal Interino |
| 15/12/2020 al 28/02/2024 | Francisco Casas Chávez         | PAN-PRD                    |
| 28/02/2024 al 09/06/2024 | Andrés Muñoz Martínez          | Presidente Interino        |
| 09/06/2024 al 04/09/2024 | Francisco Casas Chávez         | PAN                        |
| 05/09/2024 al 04/09/2027 | José Christian Buendía Andrade | Morena                     |

## Economía
En 2015 el municipio presenta un IDH de 0.621 Medio, por lo que ocupa el lugar 76.º a nivel estatal; y en 2005 presentó un PIB de $96,750,598.00 pesos mexicanos, y un PIB per cápita de $21,396.00 (precios corrientes de 2005).
De acuerdo con el Consejo Nacional de Evaluación de la Política de Desarrollo Social (Coneval), el municipio registra un Índice de Marginación Alto. El 50.4% de la población se encuentra en pobreza moderada y 24.0% se encuentra en pobreza extrema. En 2015, el municipio ocupó el lugar 64 de 84 municipios en la escala estatal de rezago social.
A datos de 2015, en materia de agricultura en este municipio se cultiva el maíz, el garbanzo, el alverjón y el frijol principalmente. Se sembraron en el municipio de Pacula en tierras de temporal 681 hectáreas de maíz y 85 hectáreas de frijol. En ganadería teniendo una producción de 1453 cabezas de ganado bovino, 3951 cabezas de porcino, 5614 de ovino, 3213 de caprino, 1337 aves, 542 guajolotes y 90 colmenas.
Para 2015 existen 35 unidades económicas, que generaban empleos para 119 personas. En lo que respecta al comercio, se cuenta con un tianguis, cuarenta y ocho tiendas Diconsa. De acuerdo con cifras al año 2015 presentadas en los Censos Económicos por el INEGI, la Población Económicamente Activa (PEA) del municipio asciende a 1141 de las cuales 1116 se encuentran ocupadas y 25 se encuentran desocupadas. El 31.63% pertenece al sector primario, el 31.27% pertenece al sector secundario, el 35.59% pertenece al sector terciario y 1.51% no especificaron.